# Patrick Konchellah
Patrick Konchellah (* 20. April 1968 in Kilgoris; † 29. November 2009 in Bomet) war ein kenianischer Mittelstreckenläufer.
Er wurde dreimal kenianischer Meister im 800-Meter-Lauf (1994, 1997, 2000). Über diese Distanz feierte er mit seinem Sieg bei den Commonwealth Games 1994 in Victoria den wichtigsten internationalen Erfolg seiner Laufbahn. Außerdem belegte er bei den Leichtathletik-Weltmeisterschaften 1997 in Athen den vierten Platz im 800-Meter-Lauf.
Zeit seiner Karriere stand er jedoch stets im Schatten seines älteren Bruders Billy Konchellah, der 1987 und 1991 Weltmeister im 800-Meter-Lauf wurde.
Am Morgen des 29. November 2009 starb Patrick Konchellah in einem Krankenhaus in Bomet an einem Magenkarzinom. Er hinterlässt einen Sohn, Felix Martine Konchellah, der als Mittelstreckenläufer aktiv ist. Sein Neffe Youssef Saad Kamel (Gregory Konchellah) wurde 2009, für Bahrain startend, 1500-m-Weltmeister.

## Bestleistungen
- 800 m: 1:42,98 min, 24. August 1997, Köln
- 1000 m: 2:14,73 min, 1. August 2000, Stockholm